# Oo Win Hlaing
Oo Win Hlaing (* 21. Oktober 1998) ist ein myanmarischer Fußballspieler.

## Karriere
Oo Win Hlaing stand bis Ende 2017 bei Rakhine United unter Vertrag. Der Verein aus Sittwe spielte in der höchsten Liga des Landes, der Myanmar National League. Für Rakhine bestritt er drei Erstligaspiele. Ende 2017 wechselte er nach Thailand. Hier unterschrieb er einen Vertrag beim Ranong United FC. Mit dem Verein aus Ranong spielte er in der dritten thailändischen Liga. Hier trat er mit dem Verein in der Lower Region an. 2019 wurde er mit dem Klub Vizemeister und stieg in die zweite Liga auf. Nach dem Aufstieg verließ er den Verein. Seit dem 1. Januar 2020 ist er vertrags- und vereinslos.

## Erfolge
Ranong United FC
- Thai League 3 – Lower: 2019 (Vizemeister)  ▲